# Obidoksym
Obidoksym, toksogonina – organiczny związek chemiczny z grupy oksymów, stosowany  jako odtrutka po kontakcie z insektycydami fosforanoorganicznymi, bojowymi środkami trującymi o działaniu paralityczno-drgawkowym, między innymi gazami serii V (np. VX) lub gazami serii G (tabun, sarin, soman). W Siłach Zbrojnych Rzeczypospolitej Polskiej mieszanina obidoksymu z atropiną nazywana jest toksatr (od „toksogonina” i „atropina”).
Obidoksym najczęściej jest używany w postaci soli chlorkowej, a w lecznictwie także jako mesylan. Oksymy należą do grupy odtrutek zwanych reaktywatorami acetylocholinoesterazy. Innymi lekami o podobnym działaniu są pralidoksym i azoksym (znany jako HI-6). Środki te są podawane razem z atropiną, ale nie mogą jej zastępować. Przy uśmierzaniu drgawek po zatruciu gazami bojowymi lub insektycydami fosforanoorganicznymi obidoksym stanowi lek wspomagający diazepam.

## Sposób działania
W normalnych nikotynowych zakończeniach synaptycznych, w tym zakończeniu płytki motorycznej, acetylocholina jest uwalniana z kolbki synaptycznej aksonu, zaś receptor acetylocholinowy jest obecny na błonie komórki mięśniowej. Acetylocholina po wydzieleniu z zakończeń presynaptycznych dyfunduje poprzez szczelinę synaptyczną i wiąże się z receptorami typu nikotynowego na błonie postsynaptycznej. To powoduje wystąpienie potencjału czynnościowego lub indukuje skurcz mięśni na końcu płytki motorycznej.
W celu zapobieżenia nadmiernej stymulacji lub przesycenia synapsy acetylocholina jest bardzo szybko rozkładana przez enzym acetylocholinoesterazę. Poprzez usunięcie acetylocholiny synapsa zostaje doprowadzony do stanu, gdy jest ona gotowa do kolejnego aktywacji. Przesycenie synapsy występuje, gdy istnieje nadmiar acetylocholiny w szczelinie synaptycznej.
Związki fosforanoorganiczne hamują działanie acetylocholinoesterazy przez fosforylację enzymu (a dokładniej przez nieodwracalną fosforylację seryny w miejscu aktywnym enzymu). Obidoksym przywraca funkcjonowanie esterazy cholinowej przez usunięcie grupy fosforylującej, która związana jest z grupą estrową. Jest przy tym znacznie skuteczniejszy niż pralidoksym, za względu na dwie grupy oksymowe w jednej cząsteczce obidoksymu.

## Zastosowanie i dawkowanie
Jest stosowany wraz z atropiną jako lek pomocniczy w zatruciu bojowymi środkami trującymi.
Zalecane dawkowanie, w zależności od źródeł:
- dorośli: 10 mg/kg (zwykle 220–700 mg), dożylnie lub domięśnio, z ewentualnym powtórzeniem 15–60 minut później, aż do osiągnięcia maksymalnej dawki dobowej
- dzieci: 15 mg/kg

Dawkowanie w ampułkostrzykawkach:
- atropina 2 mg, obidoksym 220 mg
- atropina 2 mg, pralidoksym 600 mg